# Сохадзе, Ирма Агулиевна
Ирма Агулиевна Сохадзе (груз. ირმა სოხაძე; род. 28 ноября 1956, Тбилиси) — советская и грузинская певица, телеведущая, поэтесса и композитор. Заслуженная артистка Грузии.

## Биография
Ирма Сохадзе родилась 28 ноября 1956 года. Петь начала с двух лет. По словам её матери, с самого начала Ирма на равных участвовала в семейном ансамбле, состоявшем из её родителей и брата. Дебют на большой сцене состоялся в пятилетнем возрасте. Тогда Ирму отвели на телевидение, где она в рамках одной из передач на республиканском ТВ исполнила песни на грузинском и итальянском языках.
Впервые с гастролями, Сохадзе выступила в Москве, летом 1965 года в саду «Эрмитаж» с песней «Оранжевая песенка». Это было первое исполнение ставшей широко известной песни. Текст песни написали Григорий Горин и Аркадий Арканов, а в качестве композитора выступил Константин Певзнер.
В 1965 году на фирме «Мелодия» выпущен первый миньон юной исполнительницы. В него вошли «Оранжевая песня», а также песни «Дело было в январе», «Топ-топ» и «Это что за ученик?».
В 1967 году на польском телевидении был снят 15-минутный музыкальный фильм «Recital» (реж. Константин Цицишвили), в котором 9-летняя Ирма исполняла джазовые стандарты.
В 1969 году снялась в музыкальном телевизионном фильме Ларисы Шепитько «В тринадцатом часу ночи». Записала с Анной Герман песню «Снежана».
Училась в Центральной музыкальной школе города Тбилиси для одарённых детей. В 1974 году окончила её с золотой медалью. Поступила в консерваторию по классу фортепиано и параллельно на музыковедческое отделение теоретического факультета. В 1979 году окончила консерваторию с красным дипломом.
В 1988 году Ирма Сохадзе впервые вывела на сцену Диану Гурцкую. В том же году написала монооперу, которую должны были поставить в Театре оперетты в Москве, однако постановка не осуществилась.
Двадцать пять лет работала на Первом (государственном) грузинском телеканале. Начинала с должности младшего редактора. Была редактором многих авторских программ («Музыкальный октагон» и других). Организовывала на телевидении благотворительные акции-марафоны (сбор средств для детей-сирот, для беженцев из Абхазии). Ушла с поста заместителя генерального директора. Даёт благотворительные концерты в Тбилиси. В апреле 2008 года в рамках «народной дипломатии» дала концерт в Москве. Выступила за нормализацию грузино-российских отношений.

## Семья
Замужем за Ревазом Асатиани. Две дочери и три внука.

## Награды
- Орден Чести (Грузия) (1998)[3].
- Заслуженная артистка Грузии[3].